# Douglas (Wisconsin)
Douglas è un comune degli Stati Uniti, situato in Wisconsin, nella Contea di Marquette.